# Greg A. Ballard
Pour les articles homonymes, voir Greg Ballard et Ballard.
Gregory Alan Ballard, né le 20 novembre 1954 à Indianapolis, est un ancien militaire du corps des Marines puis un homme politique américain, membre du Parti républicain. Il est maire de la ville d'Indianapolis de 2008 à 2016.

## Distinction
- Légionnaire de la Legion of Merit